# کویی یوانیوآن
کویی یوانیوآن (به انگلیسی: Kui Yuanyuan) ژیمناست زادهٔ ۲۳ ژوئن ۱۹۸۱ میلادی اهل کشور چین است.